# Estación Sahara
Sahara es una estación del Monorriel de Las Vegas. La estación es una plataforma lateral localizada en el Sahara Hotel and Casino. La estación Sahara puede ser tomada de dos maneras: dentro del hotel vía un pasillo localizado detrás del Casbah Theatre Lounge o a nivel de la calle en Paradise Road detrás del Sahara.

## Hoteles cercanos
- Stratosphere
- Palace Station

## Atracciones cercanas
- Fremont Street Experience (vía la Ruta 108 de Autobuses CAT)
- Mirador de la Stratosphere
- Stratosphere Tower Rides

## Posible futura extensión
Las vías al norte de la estación Sahara fueron diseñadas para proveer acceso a una posible extensión hacia el centro vía la sección norte de Las Vegas Strip en el área de Circus Circus Las Vegas y el Riviera.
- Datos: Q6122522
- Multimedia: SLS Station / Q6122522